# Horst Ruster
Horst Ruster (* 6. Juni 1940 in Heidelberg) ist ein ehemaliger deutscher Radrennfahrer und nationaler Meister im Radsport.

## Sportliche Laufbahn
Ruster wurde zweimal deutscher Meister im Mannschaftszeitfahren mit dem RRC Endspurt Mannheim, erstmals 1962 (mit Bernd Rohr, Rüdiger Meindl und Hans Mangold) und dann nochmals 1966. 1965 wurde er mit seinem Team Vize-Meister. Bei den Meisterschaften im Straßenrennen war der zweite Platz 1963 hinter Winfried Bölke sein bestes Ergebnis. Er trat mit dem zweiten Platz in der Rheinland-Pfalz-Rundfahrt 1963 erstmals international in Erscheinung. Mit Tour de la Province de Liège konnte er 1966 auch eine Etappenfahrt gewinnen. Beim Mannschaftszeitfahren anlässlich der 33. Weltmeisterschaften im Straßenfahren auf dem Nürburgring und in Köln 1966 holte er mit Siegfried Adler, Dieter Leitner und Martin Gombert den 11. Platz.
Der vierte Platz in der Tour du Lac Léman 1969 war sein letztes nennenswertes Ergebnis bei einem Radrennen. Als Senior war Ruster weiterhin im RSC Ladenburg aktiv.

## Berufliches
Nach seiner Laufbahn betrieb er ein Fahrradgeschäft in Ladenburg.